# Цоллер, Йозеф Антон

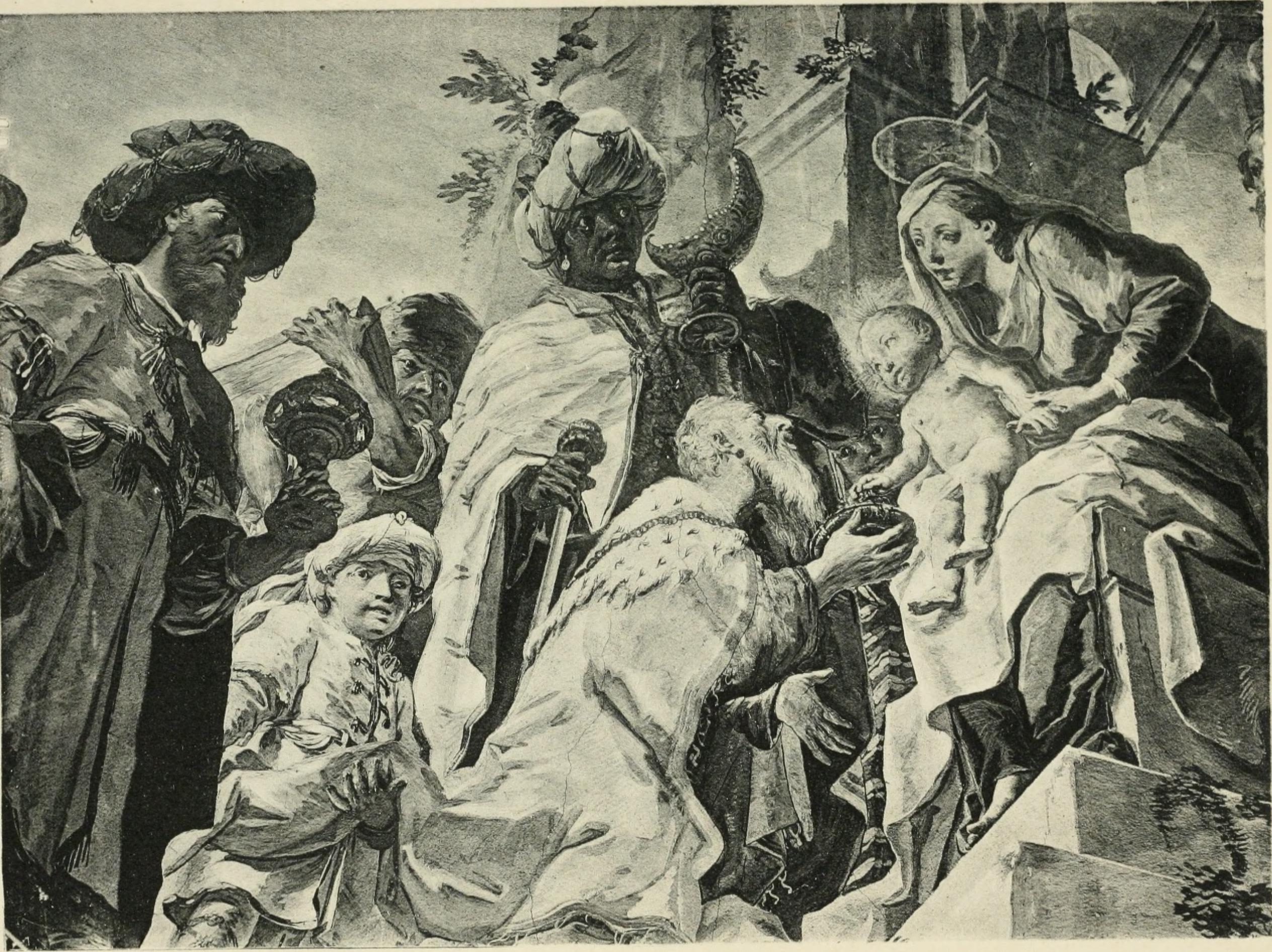
Волхвы, дары приносящие

Йозеф Антон Цоллер (нем. Josef Anton Zoller; 11 февраля 1730, Клагенфурт-ам-Вёртерзе, Австрийская империя — 21 февраля 1791, Халль-ин-Тироль) — австрийский художник эпохи барокко. Мастер иллюзионистической росписи.

## Биография
Старший сын художника Антона Цоллера (1695—1768), который приехал в Тироль со своей семьёй и получил гражданство в Халль-ин-Тироль в 1753 году. Учился у своего отца и помогал ему во многих его работах. С 1763 года самостоятельно создавал фрески и запрестольные образы для многих церквей Тироля. Последователь творчества Андреа Поццо .
Помимо фресок Золлер создавал гуашью пейзажи с библейскими сюжетами.
В Вандойесе в Южном Тироле в его честь названа улица Йозеф-Антон-Цоллер-Штрассе.

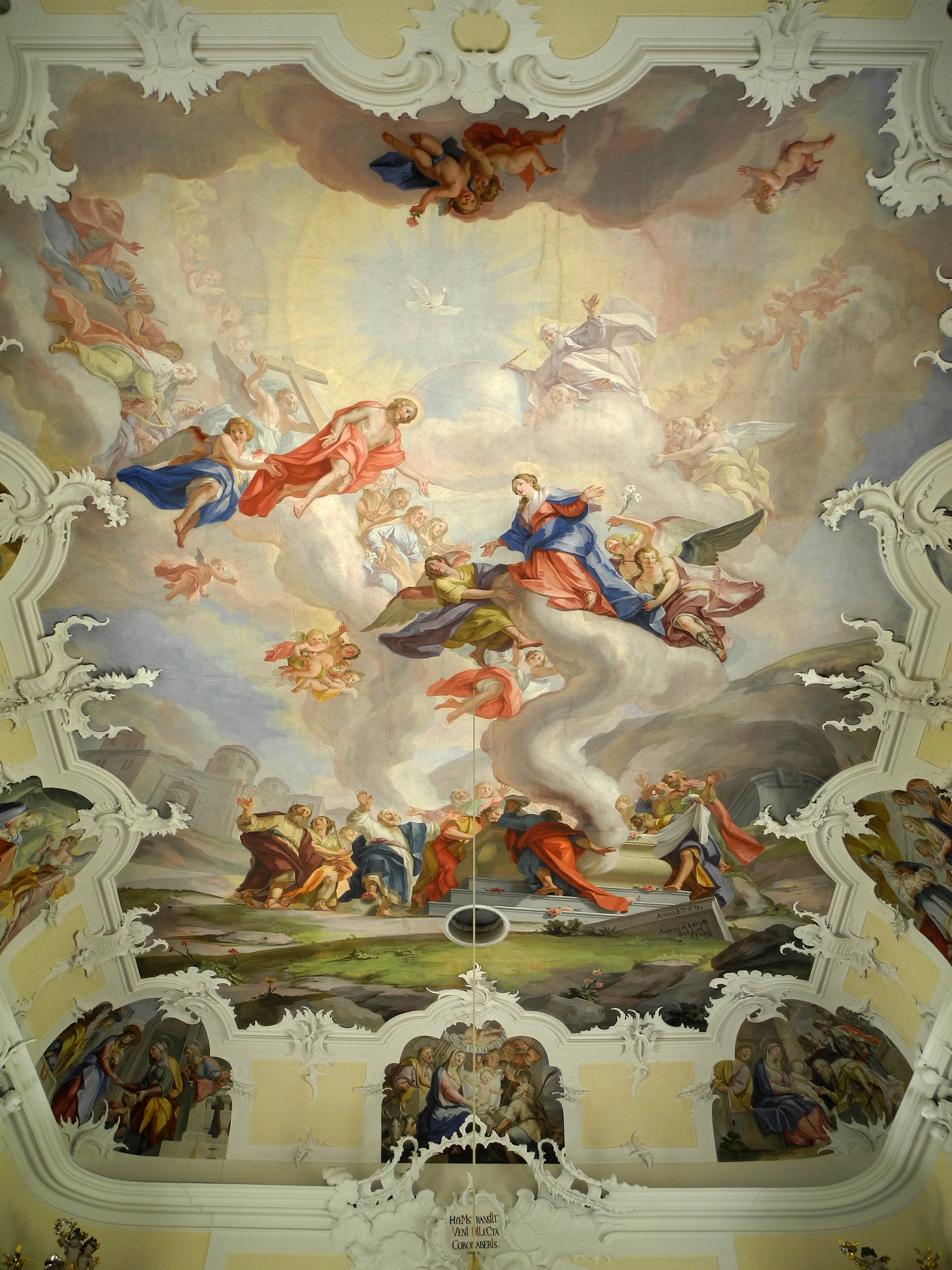
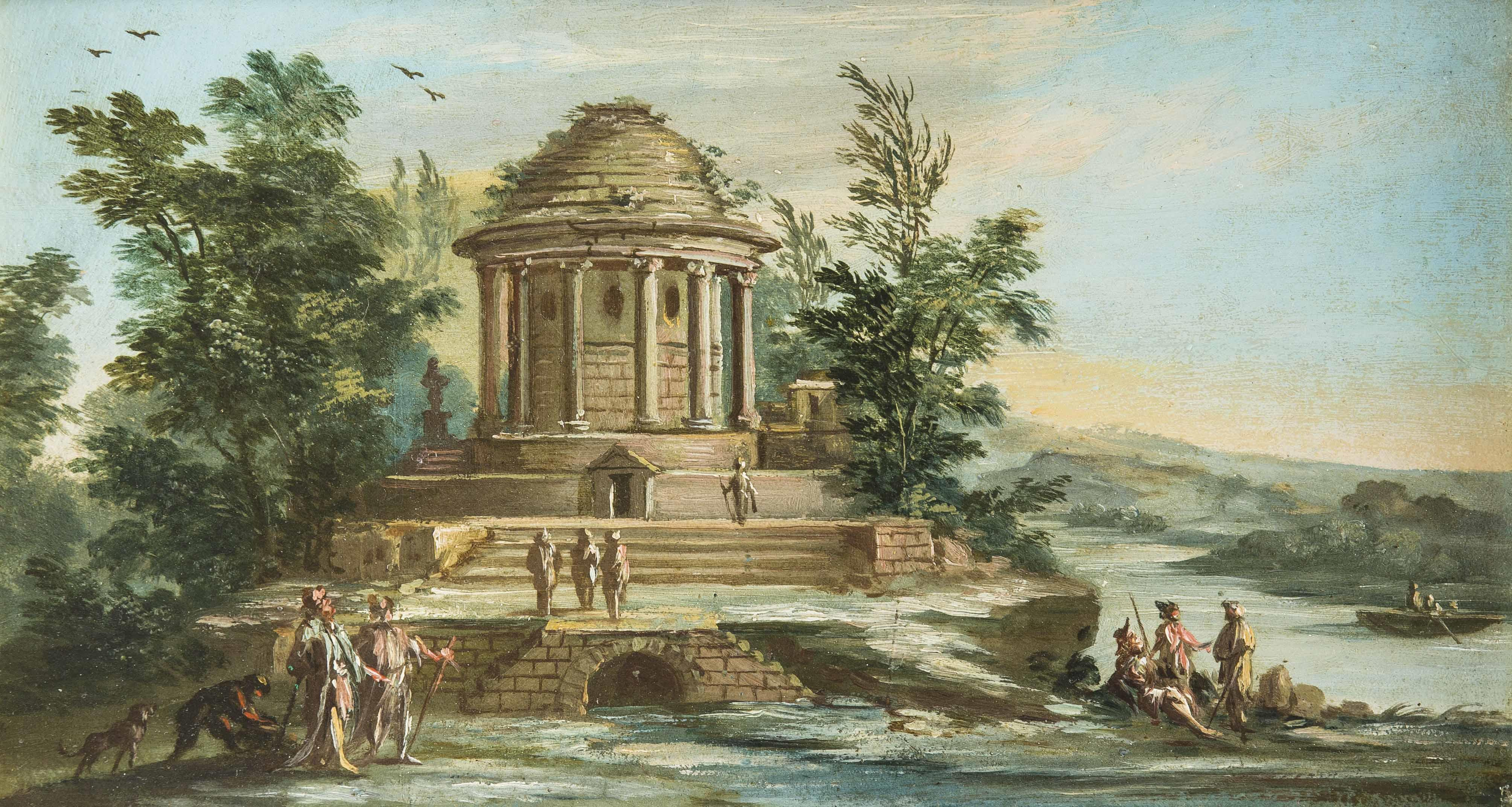
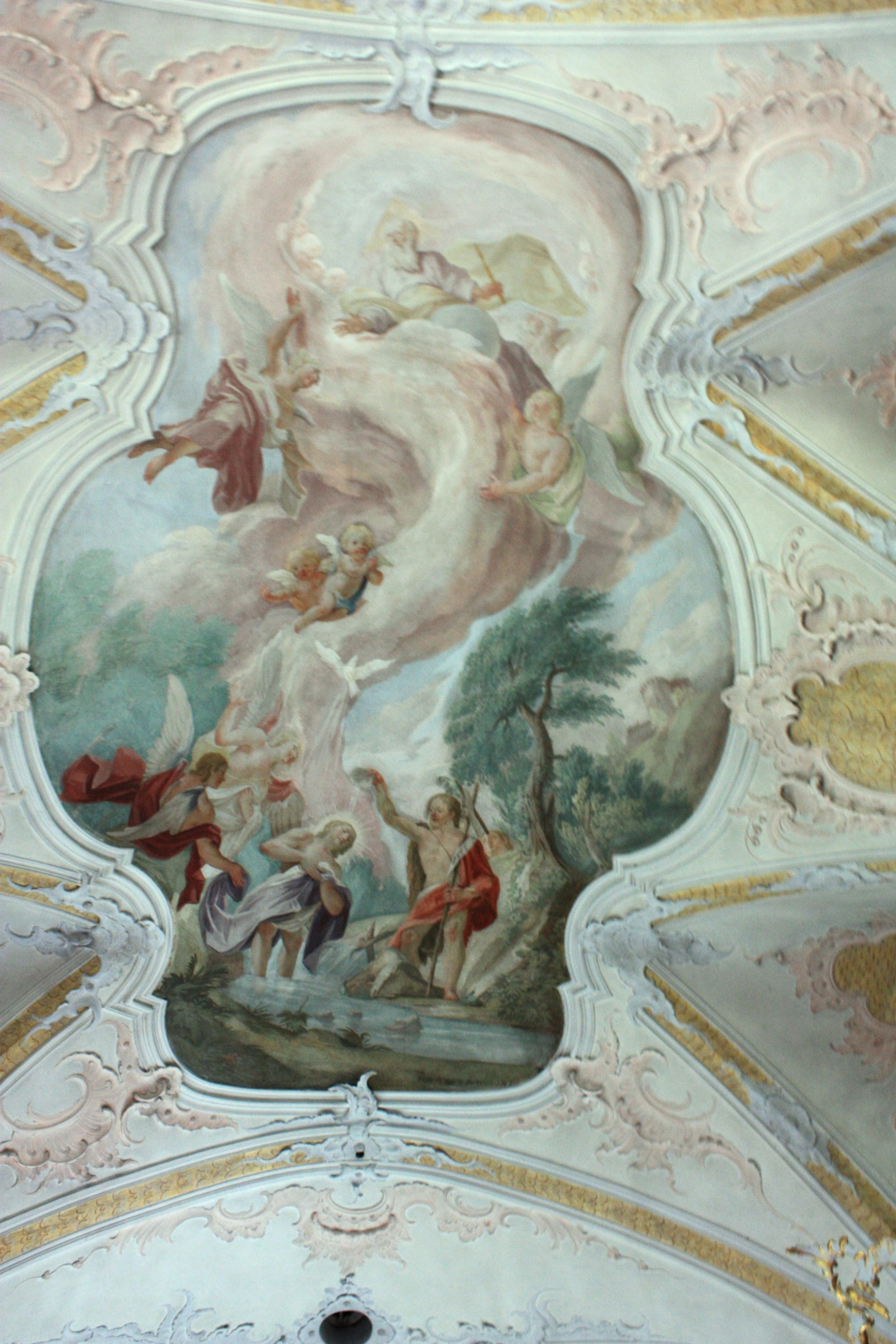